# Kolutos
Kolutos (Κόλουθος) – grecki poeta żyjący na przełomie V i VI wieku, autor epyllionu Porwanie Heleny.
Kolutos pochodził z Lykopolis w Górnym Egipcie. Księga Suda datuje jego życie na czasy panowania cesarza Anastazjusza (491–518). W swojej technice wierszopisarskiej przestrzegał, choć nie bez pewnych wyjątków, reguł Nonnosa z Panopolis. Spośród jego utworów do czasów współczesnych dotarł tylko epyllion w 394 heksametrach, zatytułowany Porwanie Heleny (Ἁρπαγὴ Ἑλένης), którego treścią jest historia porwania Heleny przez Parysa. Suda wspomina także niezachowane poematy Kollutosa Kalydoniaka (Kαλυδονιακά; o łowach na Dzika kalidońskiego) i Persika (Περσικα; przypuszczalnie o zwycięstwie Anastazjusza nad Persami w 506 r.).
W inwokacji Porwania Heleny poeta zwraca się do nimf troadzkich, córek Ksantosa, które często tańczą na wyżynie Idy. Opowiada najpierw skrótowo o weselu Peleusa i Tetydy, sporze bogiń o jabłko Erydy i sądzie Parysa. Sędzia bogiń, który oglądał tylko ich twarze, a nie całe postacie, buduje na Idzie okręt i udaje się do Grecji, skąd uprowadza Helenę. Pozostałej w Sparcie córce Heleny, Hermionie śni się matka, która całą winę za porwanie przypisuje Parysowi. Tymczasem Parys wpływa do portu dardańskiego w Troadzie. Kassandra widząc z akropoli przybyszy zrywa z włosów przepaskę i szarpie włosy. Troja przyjmuje gościnnie sprawców swego przyszłego nieszczęścia.
Za źródło ballady Kolutosa uznaje się jakiś utwór Kallimacha lub innego poety hellenistycznego. Bukoliczne ujęcie postaci Parysa, idylliczna scena z Echem, wreszcie opis wesela Peleusa wskazują na hellenistyczne źródło. Kolutos pierwowzór częściowo rozbudował, częściowo skrócił, zasadniczo jednak zepsuł transponując go na heksametr nonniański, do czego nie posiadał wystarczającej biegłości językowej.